# Como 1907
Como 1907 es un club de fútbol italiano de la ciudad de Como, en la región de Lombardía, Italia. Fue fundado originalmente como Football Club Como en 1907, refundado como Calcio Como en 2005 y posteriormente F. C. Como en 2017. Desde la temporada 2024-25 compite en la Serie A, la máxima categoría del fútbol en Italia, tras ascender de Serie B en 2023-24. Disputa sus encuentros como local en el Estadio Giuseppe Sinigaglia, con capacidad para 13 602 espectadores.
Ha participado 14 veces en el campeonato de Serie A (mejor resultado un 6.º puesto en la temporada 1949-50), la última vez en la temporada 2002-03, y 36 veces en el de Serie B.

## Historia
Fue fundado en 1907 con el nombre de Football Club Como. Durante los primeros años de vida después de su fundación, el Como jugó partidos amistosos y ligas locales, enfrentándose principalmente a equipos de la zona de Milán (US Milanese, Libertas, Juventus Italia) y de Suiza (Chiasso, Lugano, Bellinzona). En 1911 se fusionó con el club estudiantil Minerva manteniendo el nombre de F. C. Como. El 20 de octubre de 1912 se enfrentó en Turín al equipo del Savona para poder acceder al campeonato de “Prima Categoria”. El Como perdió el encuentro por 1-0 y tuvo que disputar la liguilla lombarda del campeonato de “Promozione”. El año siguiente se consiguió el objetivo de subir a la “Prima Categoria” donde jugó hasta el año 1922 cuando perdió contra el equipo del Piacenza las eliminatorias para participar a la nueva “Prima Divisione”.
En 1926, después de juntarse con otro club de fútbol de la ciudad, el Esperia, pasó a llamarse Comense. En el 1927, ganó la Coppa Volta, eliminando en semifinal el FC Inter de Milán y ganando en la final por 1-0 al Genoa. Otro éxito lo tuvo el año siguiente ganando la final de la Coppa Turati contra el Brescia. En 1929 el Como no fue admitido a la nueva Serie B, a la cual ascendió en el año 1931 después de haber ganado la liga de “Prima Divisione” sin sufrir ni una derrota. En la segunda mitad de los años ’30 el equipo bajó y subió de categoría un par de veces y, jugando en la Serie C llegó la Segunda Guerra Mundial.
En 1936, asumió la denominación A. C. Como. En 1938 se funde con la A. S. Ardita de Rebbio y empieza a llamarse Sportiva Como, para cambiar definitivamente a final de ese año a la denominación Associazione Calcio Como. En 1945 el Como ganó su trofeo más prestigioso, el “Torneo Lombardo” en el que, a falta de una liga nacional, participaban entre otros Milano, Ambrosiana-Inter y Novara.
Después de la guerra, el equipo fue admitido en la Serie B y ascendió a la máxima categoría del fútbol italiano, la Serie A, en 1949; durante cuatro años jugó en la máxima categoría levantando la simpatía de todos los espectadores por utilizar solo jugadores italianos (con la excepción de 5 partidos jugados por el checo Chawko en el otoño de 1949).
El Como bajó a la Serie B en 1953 jugando siete campeonatos de primera fila y viendo nacer una estrella como Luigi Meroni. El equipo lombardo participó en 1960 y 1961 a la “Coppa dell’Amicizia” contribuyendo al éxito de la representativa italiana.
La permanencia en la categoría de plata duró hasta el campeonato 1962-63 cuando, debido a una penalización de cinco partidos perdidos por alineación indebida, el equipo precipitó en la Serie C.
En 1967 el equipo de Como terminó el torneo de serie C al primer puesto, empatado a puntos con el equipo de Monza: en el partido de desempate el Monza ganó 1-0 y el Como tuvo que seguir un año más en la Serie C. El año siguiente volvió a ganar el campeonato y subió así a la Serie B.

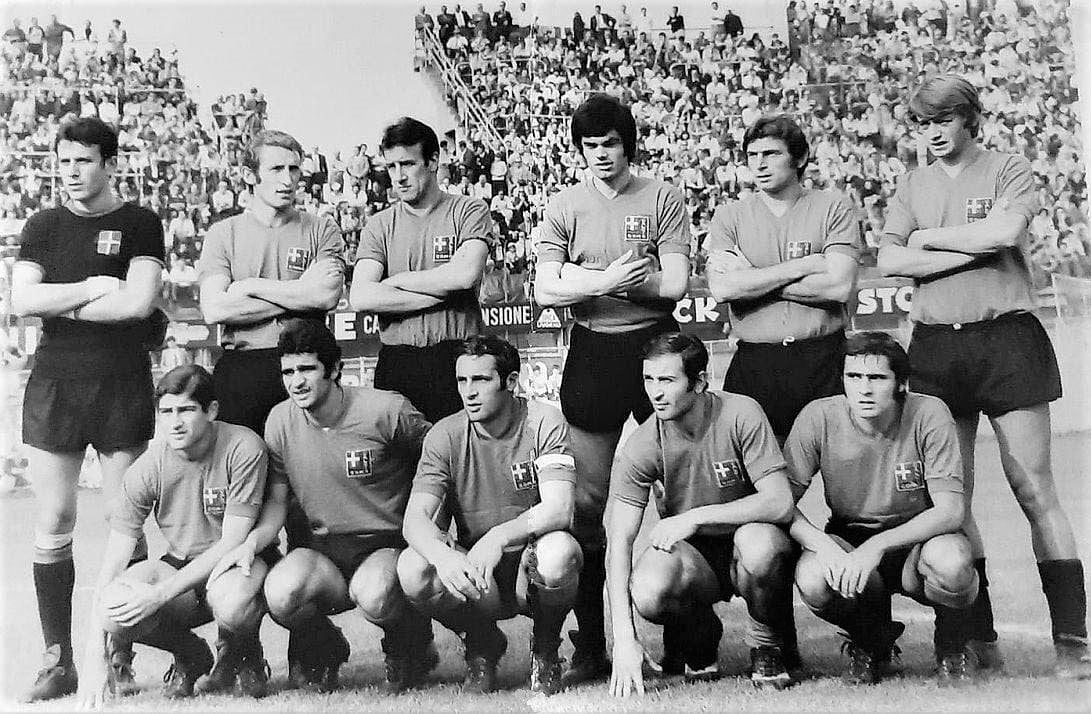
Una plantilla del Como en la temporada 1971-72.

Después de unos discretos campeonatos en la segunda división italiana, en 1975, siendo entrenador Giuseppe (Pippo) Marchioro, el equipo volvió a la Serie A, la primera división, aunque solo fuera por un año.
Caído ruinosamente en la Serie C1, en 1978 Pippo Marchioro volvió y en dos años consiguió subir de categoría el equipo de Como devolviéndolo nuevamente a la Serie A. Era un equipo con muchos jóvenes que apuntaban a lo más alto del fútbol italiano como por ejemplo Pietro Vierchowod.
Después de que en 1982 perdiera la máxima categoría, en 1984 el Como subió de nuevo a la Serie A, quedándose durante cinco años seguidos. Este fue sin duda uno de los períodos de mayor éxito del equipo lombardo. El Como, en el primer año, solo encajó dos goles en casa en toda la liga (récord que todavía perdura en la primera división italiana). En 1986 el Como acarició la final de la Coppa Italia: después de haber eliminado a la Juventus en octavos y al Verona (entonces campeón de Italia) en cuartos, el equipo había conseguido un valioso 1-1 en Génova contra la Sampdoria. En el partido de vuelta también terminó 1-1, en la prórroga se adelantó el Como cuando, al pitar un penalti a favor de la Sampdoria, el árbitro Giancarlo Redini fue alcanzado por un objeto (un mechero) lanzado desde la grada. El partido se suspendió y al Como se le dio el partido por perdido 0-2. Muchos fueron los jugadores que todavía son recordados de aquella época: Dan Corneliusson, Stefano Borgonovo, Marco Simone, Pasquale Bruno entre otros.
El 4 de agosto de 2022 el club anunció el fichaje de Cesc Fabregas para liderar el proyecto en la Serie B. Bajo su dirección en la temporada 2023-2024, consiguieron el ascenso a la Serie A. En la temporada 2024-25, la del regreso a la Serie A, aseguraron la permanencia de manera holgada finalizando en la décima posición con 49 puntos.

## Uniforme
- Uniforme titular: Camiseta, pantalón y medias azules.
- Uniforme alternativo: Camiseta, pantalón y medias blancas.
- Tercer uniforme: Camiseta, pantalón y medias negras.

### Patrocinio
| Hasta 1981: ninguno   |
| 1981-1982 Umbro       |
| 1982-1991 Adidas      |
| 1991-1994 Umbro       |
| 1994-1996 Devis       |
| 1996-2005 Erreà       |
| 2005-2006 Lotto       |
| 2006-2009 Hawk        |
| 2009-2017 Legea       |
| 2017-2019 HS Football |
| 2019-2022 Legea       |
| 2022-2024 Erreà       |
| 2024-Act. Adidas      |

## Estadio

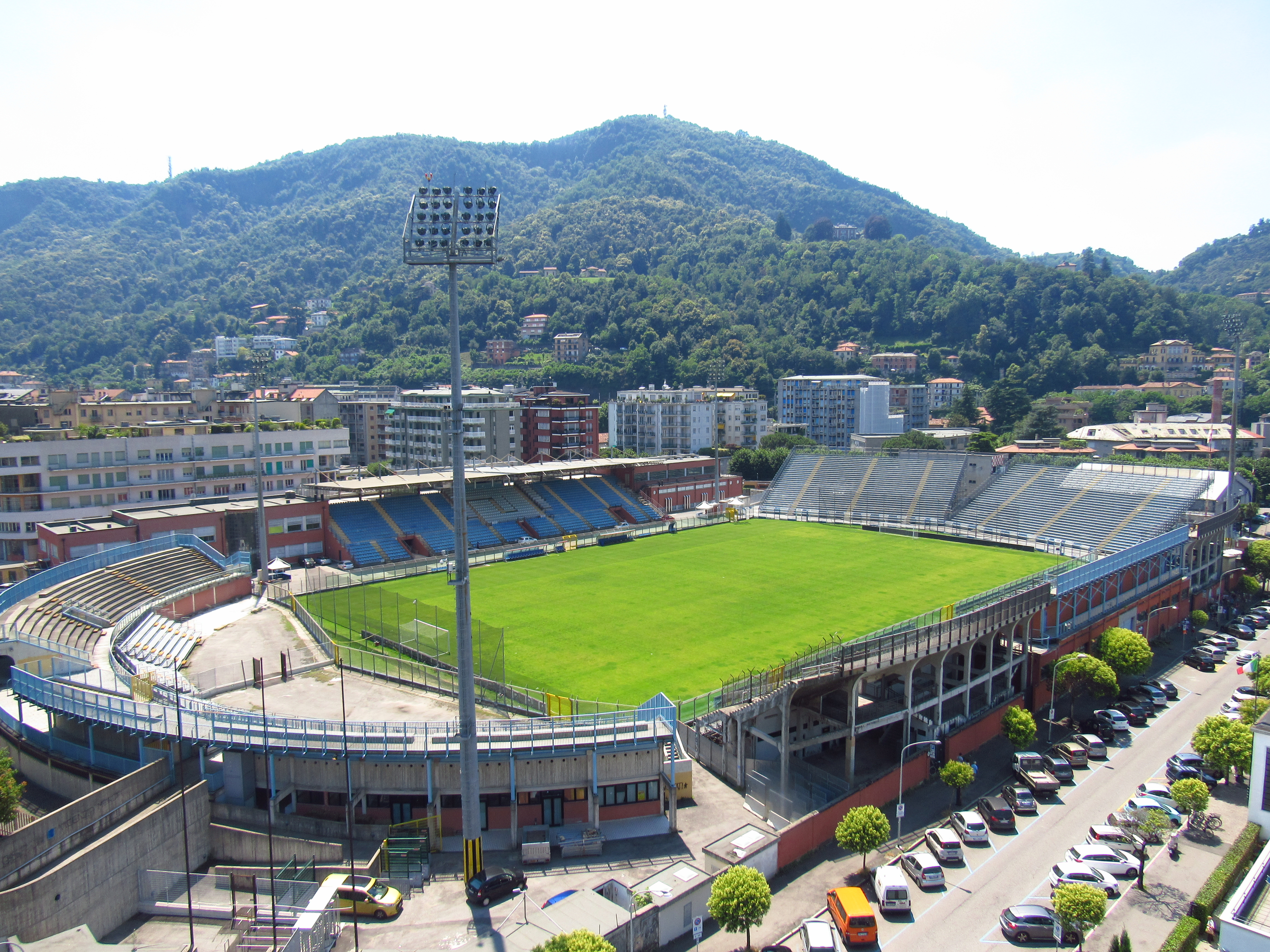
Estadio Giuseppe Sinigaglia.

El Como disputa sus encuentros de local en el Stadio Giuseppe Sinigaglia, inaugurado en 1927. Posee una capacidad para 13.600 espectadores.

## Palmarés
- Serie B

1948/49, 1979-80, 2001-02
- Serie C

1967/68, 2020-21
- Serie D/B: 1

2018/19